# Friedemann Beyer

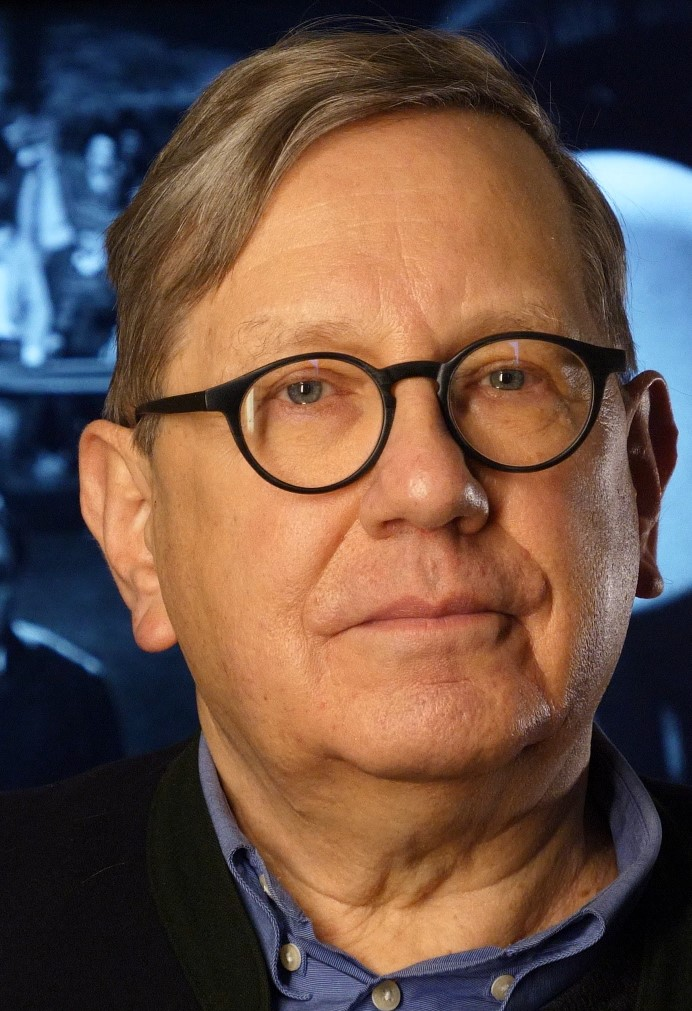
Friedemann Beyer, 2021

Friedemann Beyer (* 31. Januar 1955 in Düsseldorf) ist ein deutscher Filmhistoriker und Publizist.

## Leben
Friedemann Beyer verbrachte seine Schulzeit in Wuppertal, München und Los Angeles. Von 1977 bis 1983 studierte er Germanistik, Geschichte und Soziologie in München. Daneben realisierte er eigene filmische Arbeiten. Zwischen 1984 und 1988 war er freischaffender Journalist mit dem Schwerpunkt Film- und Literaturkritik. Von 1989 bis 1991 arbeitete er als Redakteur beim Bayerischen Fernsehen und anschließend bis 1998 bei RTL-Television in Köln. Dort war er zunächst in der Filmredaktion tätig und später Leitender Redakteur für eigenproduzierte TV-Filme und Mehrteiler.
1999 wechselte er zu Columbia-TriStar Pictures in Köln, wo er als Chef des Drama Departments für die Entwicklung von Serien und Mehrteilern verantwortlich war. Im Sommer 2001 wurde er geschäftsführender Vorstand der Friedrich-Wilhelm-Murnau-Stiftung in Wiesbaden, die er bis August 2007, zuletzt als Vorstandsvorsitzender leitete. Seit 2010 realisiert er als selbständiger Autor regelmäßig film- und zeitgeschichtliche Radiofeatures.
Daneben kuratiert er u. a. für das Berliner Babylon Filmfestivals und Retrospektiven wie „Das StummfilmLIVEfestival“(seit 2010),„Stummfilm um Mitternacht“, „Chaplin Complete“, Lars von Trier, „Nouvelle Vague – Jean-Pierre Léaud“, „Clockwork Kubrick“, „Vive la France! 50 französische Stummfilmklassiker“, „100 Jahre Ufa in 100 Ufa-Filmen“ sowie seit 2011 die UFA-Filmnächte auf der Berliner Museumsinsel.
Von 2012 bis 2023 leitete er beim Filmfest Hamburg die Sektion „TELEVISIONEN – Fernsehen mit Format“.

## Schriften (Auswahl)
- Peter Lorre – Seine Filme, sein Leben, Heyne Verlag (München 1987), ISBN 978-3-453-00658-4
- Die Ufa-Stars im Dritten Reich. Frauen für Deutschland, Heyne Verlag (München 1991), ISBN 978-3-453-03013-8. Neuausgabe: Frauen für Deutschland. Filmidole im Dritten Reich, Collection Rolf Heyne (München 2012) ISBN 978-3-89910-503-2
- Karlheinz Böhm, Heyne Verlag (München 1992), ISBN 978-3-453-05760-9
- Schöner als Der Tod – Das Leben der Sybille Schmitz, Belleville (München 1998), ISBN 978-3-923646-72-2
- „Swinging Nazis“ – die Gute-Laune-Filme der „Cine Allianz“. In: Alliierte für den Film, edition text + kritik (München 2004), ISBN 978-3-88377-779-5
- UFA in Farbe: Technik, Politik und Starkult zwischen 1936 und 1945 (Hg. mit Gert Koshofer und Michael Krüger), Collection Rolf Heyne (München 2010), ISBN 978-3-89910-474-5
- Der Fall Selpin – Chronik einer Denunziation, Collection Rolf Heyne (München 2011), ISBN 978-3-89910-520-9
- Die Gesichter der Ufa. Starporträts einer Epoche, morisel (München 2013), 6. Auflage ISBN 978-3-943915-02-0
- Die Ära Hugenberg. Wegbereiter der Ufa unterm Hakenkreuz? In: Linientreu und populär. Das Ufa-Imperium 1933–1945. Hrsg. von Rainer Rother und Vera Thomas. Berlin 2017, ISBN 978-3-86505-255-1
- Weder Kraft noch Freude. Rolf Hansens Gegenwartsfilm „Das Leben kann so schön sein“ (1938), sein Verbot und Nachleben. In: Filmblatt, 21. Jg., Nr. 61/62, Frühjahr 2017[8]
- Die Ufa – Ein Film-Universum, morisel (München 2017), ISBN 978-3-943915-15-0
- Zwischen allen Stühlen. Der Autor und Regisseur Hans H. Zerlett. In: Filmblatt Nr. 63, 22. Jg., Herbst 2017[9]
- Stilepochen des Films: Der NS-Film (Hrsg. mit Norbert Grob), Reclam (Stuttgart 2018), ISBN 978-3-15-019531-4
- Abwärts. Seelischer Trümmerfilm: Alfred Brauns „Die Treppe“ (1950). In: Filmblatt Nr. 72, 25. Jg. 2020
- Die Geliebte. Goebbels und die Baarová-Affäre, morisel (München 2024), ISBN 978-3-943915-68-6

## Radio-Features (Auswahl)
- Die Mondfahrer Südwestrundfunk 1989
- Vom Tod leben – Die Frau Wendl, Tandlerin am Wiener Naschmarkt. Südwestrundfunk 1990
- Nur Marzipankaiser? Die vielen Facetten des Karlheinz Böhm. Südwestrundfunk 1991
- Fassbinder pur. Die frühen Münchener Jahre (gemeinsam mit Ulli Lommel). Hessischer Rundfunk 2010
- Heinrich George. Schauspieler zwischen allen Fronten. rbb-Kulturradio 2013
- Das Versteck. Ein Landhaus am Staffelsee im November 1923. Bayerischer Rundfunk 2013
- Die Samy-Brüder. Könige der Flower-Power-Ära in Schwabing. Bayerischer Rundfunk 2014[10]
- Zwischen Pop, Tradition und Avantgarde. Zur Renaissance des Stummfilms. rbb-Kulturradio 2014
- Das Harem-Experiment. Rainer Langhans und seine Gefährtinnen. Bayerischer Rundfunk 2014[11]
- Lída Baarová und Joseph Goebbels: Eine Affäre mit Folgen. rbb-Kulturradio 2014
- Coole Coups. Der Filmemacher Klaus Lemke. Bayerischer Rundfunk 2015[12]
- Verklärung verboten. Das schwierige Erbe des Gustav von Wangenheim. rbb-Kulturradio 2015
- Wilde Meile. Die Leopoldstraße in den 60ern. Bayerischer Rundfunk 2015[13]
- Der Nonkonformist: Hans-Jürgen Syberberg. rbb-Kulturradio 2015
- Schloss Elmau. Wellness-Oase mit wechselvoller Geschichte. Bayerischer Rundfunk 2015
- Vom Schiffbauerdamm in den Gulag. Leben und Sterben der Carola Neher. rbb-Kulturradio 2015
- Kortners Kino. Das filmische Schaffen einer Theaterlegende. rbb-Kulturradio 2016
- Wild war die Zeit. 50 Jahre Deutsche Film- und Fernsehakademie. rbb-Kulturradio 2016
- Mit Agfacolor gegen Hollywood. Vom Werdegang des deutschen Farbfilms. rbb-Kulturradio 2016
- Die Swing-Heinis. Jugendprotest im Dritten Reich. rbb-Kulturradio 2016
- 70 Jahre DEFA. Was bleibt. rbb-Kulturradio 2016
- Karl Ludwig Freiherr von und zu Gutteberg. Ein Konservativer gegen Hitler. Bayerischer Rundfunk 2016[14]
- The Art of Protest. Revolte an der Münchner Kunstakademie. Bayerischer Rundfunk 2018[15]
- Filmerbe in Gefahr. Ein Lagebericht. rbb-Kulturradio 2018
- Aus Geistestiefen leuchtend. Rudolf Steiner in München. Bayerischer Rundfunk 2019[16]
- Die Gründgens-Villa. Welche Zukunft hat Schloss Zeesen? rbb-Kulturradio 2019
- „Pass auf, Eddie!“ Kinokult und Kultkinos im Schwabing der 60er Jahre. Bayerischer Rundfunk 2019[17]
- Wo liegt Babylon-Berlin? Eine Erkundung. rbb-Kulturradio 2020
- Leinwandmythos und neue Frau: Die Stummfilmdiva Asta Nielsen. rbb-Kulturradio 2020
- „Nix wie ab nach Berlin!“ Wie München die Goldenen 20er Jahre fast verpasst hätte. Bayerischer Rundfunk 2020[18]
- Als Troja noch vor München lag. Der bayerische Monumentalfilm „Helena“. Bayerischer Rundfunk 2021[19]
- Hollywood im Isartal. Wie der Western nach Bayern kam. Bayerischer Rundfunk 2022[20]
- Disney aus Dachau. Wie die Nazis zur Grossmacht des Trickfilms werden wollten. Bayerischer Rundfunk 2022[21]
- Der Bäderkönig. Aloys Fleischmann rockt den Wörthsee. Bayerischer Rundfunk 2023[22]
- Stuart Webbs trifft auf die Trutze von Trutzberg. Wie Grünwald zur Filmstadt wurde. Bayerischer Rundfunk 2024[23]
- Das Boot. Tieftauchgang zu einer Filmlegende. Bayerischer Rundfunk 2024[24]
- Der Zauberer unter Palmen. Thomas Mann in Los Angeles. Bayerischer Rundfunk 2025[25]

## Filme (Auswahl)
- Gabriela (Kurzfilm) 1977
- Frühlingstage (zusammen mit Frank Stepanek) 1978
- Eines der schönsten Feste 1978
- Mein Freund Fritz 1979[26]
- Ein Haus steht im Wind – Leben meiner Großmutter Marie Holder Prädikat: Besonders Wertvoll, Norddeutscher Rundfunk 1980[27]
- Nach Wien! Norddeutscher Rundfunk 1982[28]
- Am Fenster Norddeutscher Rundfunk 1984
- Hautnah – Aspekte der Aktfotografie. TV-Dokumentation für Westdeutscher Rundfunk 1985
- Bud’s Best. Die Welt des Bud Spencer. TV-Dokumentation zusammen mit Irene Höfer. rbb/Arte 2011[29]